# Квінт Елій Пет
Квінт Елій Пет (лат. Quintus Aelius Paetus; ? — після 167 до н. е.) — політичний, державний та військовий діяч часів Римської республіки, консул 165 року до н. е.

## Життєпис
Походив з плебейського роду Еліїв. Син Публія Елія Пета, консула 201 року до н. е. 
У 177 році до н. е. його обрано народним трибуном. У 174 році до н. е. увійшов до колегії авгурів. У 170 році до н. е. став претором.
У 167 році до н. е. обрано консулом разом з Марком Юнієм Пенном. Як провінцію отримав Цізальпійську Галлію. Тут діяв проти повсталих лігурійців, спустошивши їхню область. Про подальшу долю немає відомостей.